# Dimerini
Dimerini (лат.) — триба мелких коротконадкрылых жуков-ощупников из подсемейства Pselaphinae (Staphylinidae).

## Распространение
Встречаются в тропиках.

## Описание
Мелкие коротконадкрылые жуки—ощупники (длина менее 5 мм). Тело удлиненное и уплощенное. Голова со срединными лобными и теменными ямками примерно одинакового размера, ямки соединены V-образной бороздой; лобный рострум выступающий, около половины ширины головы. Усики 11-члениковые, длинные, булавовидные. Надкрылья укороченные, лапки двухчлениковые (формула лапок 2-2-2) с одним коготком. Брюшко с отчетливыми паратергитами, прилегающими к видимому 4 (VII) тергиту. У самцов седьмой видимый стернит (IX) состоит из двух равных склеритов (тергитов IX). Эдеагус асимметричный, без парамер, часто с парными узкими склеритами в основании.

## Систематика
Около 50 видов, 7 родов. Триба Dimerini была впервые выделена в 1904 году французским зоологом Ахиллом Раффреем (1844—1923). Включена в надтрибу Euplectitae. Ранее, в 1995 году три трибы с двухчлениковыми лапками (Bythinoplectini, Dimerini, Mayetiini) были выделены из Faronitae в отдельную надтрибу Bythinoplectitae, но затем в 2001 году включены в Euplectitae.
- триба Dimerini Raffray, 1908
  - Barroeuplectoides Park, 1942 — 2 вида, Неотропика
    - Barroeuplectoides boneti (Park, 1952)
    - Barroeuplectoides zeteki Park, 1942

  - Microctomicrus Nomura, 2010 — 1 вид, Азия[6]
    - Microctomicrus idrisi Nomura, 2010

  - Ocabaraja Schuster & Grigarick, 1980 — 2 вида, Неотропика[7]
    - Ocabaraja paolettii Chandler, 1993 — Венесуэла
    - Ocabaraja romingeri Schuster & Grigarick, 1980 - Доминиканская Республика[8]

  - Octomicrellus Jeannel, 1949 — 23 вида, Африка[9]
  - Octomicrites Jeannel, 1956 — 1 вид[10]
    - Octomicrus bifrons Jeannel, 1956

  - Octomicrus L.W.Schaufuss, 1877 — 22 вида, Африка, Азия
  - Tuberoplectus Park, 1952 — 3 вида, Неотропика, Австралия